# ملتحمات الفك وأشباهها
ملتحمات الفك وأشباهها (الاسم العلمي: Syngnathoidei) هي رتيبة من الأسماك تتبع رتبة زماريات البحر من طائفة شعاعيات الزعانف.

## التصنيف
- فوق فصيلة زمارات البحر وأشباهها
  - فصيلة زمارات البحر
    - تحت فصيلة أفراس البحر
      - جنس فرس البحر
- فوق فصيلة شبيهات البوق
  - فصيلة أسماك البوق
    - جنس سمكة البوق